# 테트라하이드로졸린
테트라하이드로졸린(tetrahydrozoline, (RS)-2-(1,2,3,4-tetrahydronaphthalen-1-yl)-4,5-dihydro-1H-imidazole)은 점안액과 비강 분무제에서 볼 수 있는 이미다졸린의 파생물이다. 염산테트라하이드로졸린으로도 불린다. 이와 비슷한 작용을 하는 다른 파생물로는 나파졸린, 옥시메타졸린, 키실로메타졸린이 있다. 과다 복용을 하면 독성이 생길 수 있다. 테트라하이드로졸린은 구강 섭취하면 설사를 일으킬 수 있다는 믿음이 널리 자리잡혀 있으나 이는 도시 전설일 뿐이다. 실제로 이를 섭취하면 구토, 발작, 혼수 등에 빠질 수도 있지만 설사를 일으키는 효력은 지니고 있지 않다. 따라서 설사를 부작용으로 볼 수 없다.

## 관련 특허
- M. E. Synerholm, L. H. Jules, M. Sahyun, 미국 특허 2,731,471 (1956년).